# Artemio Giovagnoni
Artemio Giovagnoni (Perugia, 24 dicembre 1922 – Corciano, 5 settembre 2007) è stato uno scultore, medaglista, commediografo, scrittore e poeta italiano.
Come scultore ha vinto numerosi premi e concorsi nazionali ed internazionali ed è considerato uno dei migliori medaglisti italiani.
È stato accademico di merito dell'Accademia di Belle Arti "Pietro Vannucci" di Perugia, dove è stato allievo, docente e, infine, consigliere di amministrazione.
È uno fra i più importanti commediografi in vernacolo perugino.

## Biografia
Artemio Giovagnoni nasce il 24 dicembre 1922 a Perugia dove frequenta l'Istituto d'arte. Si diploma in Scultura all'Accademia di Belle Arti "Pietro Vannucci".
All'età di venti anni parte per la guerra in Jugoslavia, dove vive la difficile esperienza della prigionia; in memoria di quegli anni ha scritto il libro "Stoj".
Tornato a Perugia dapprima trova un posto come impiegato alle Poste, ma poi decide di dedicarsi all'insegnamento della scultura vincendo un concorso nel 1952. L'attività didattica durerà trent'anni divisa fra Istituto d'Arte, dove insegna decorazione plastica, e Accademia di Belle Arti, dove tiene la cattedra di Scultura in marmo.
In questi anni Giovagnoni, insieme all'insegnamento, pratica un'intensa attività artistico-espositiva.
Innumerevoli sono le sue opere scultoree degne di nota: il Paliotto in bronzo dell'Altare maggiore della Basilica di San Pietro a Perugia, realizzato dopo la vittoria di un concorso nazionale; la lampada votiva della basilica di Santa Rita da Cascia, il paliotto della chiesa del Gesù; il busto in bronzo di Don Bosco davanti all'Istituto Salesiano di Perugia; le pale d'altare della chiesa di San Donato;  il crocifisso della chiesa di via dei Filosofi e la porta santa del Duomo di San Lorenzo a Perugia, scolpita per il giubileo del 2000, riaperta per il Giubileo l'8 dicembre 2015. Numerose sono le sue opere che figurano presso raccolte pubbliche e private e che arricchiscono edifici civili e religiosi. Sono suoi i quattro pannelli bronzei laterali (1964) del monumento bastiolo a Colomba Antonietti (già opera del 1910 di Vincenzo Rosignoli, spostato e reintegrato). Fu Accademico di merito dell’Accademia di Belle Arti di Perugia e di altre Accademie italiane.
Del suo lavoro hanno parlato numerosi critici fra i quali: Antonio Carlo Ponti,  Massimo Duranti,  Franco Bozzi, Rita Cocco, Carlo Vittorio Bianchi, Domenico Coletti, Gustavo Cuccini, Virgilio Coletti, Bruno Dozzini, Ottorino Gurrieri, Gualterio Da Vià, Francesco Francescaglia, Luciano Lepri, Giorgio Fasan, Valerio Mariani, Giovanni Zavarella, Raffaele Malà, Duccio Travaglia.

## Il Teatro
Il Professor Giovagnoni è stato anche un grande uomo di teatro; colui che, insieme al compianto Renato Brogelli per Terni, può essere considerato il fondatore del teatro dialettale dell’Umbria e di Perugia in particolare.
Concretizzò il suo sogno di dare a Perugia un Teatro Stabile: La Turrenetta, indimenticato teatro del centro storico, inaugurato il 13 gennaio 1973 con la rappresentazione della commedia “L’annataccia” portata in scena dal Gruppo Teatrale Città di Perugia, diretto e fondato nel 1972 dallo stesso Giovagnoni. La Turrenetta diventò subito punto di riferimento insostituibile per gli amanti del teatro della città, della provincia e della regione: non si possono dimenticare i tanti pienoni e le lunghe file fuori per accaparrarsi un biglietto.
La Turrenetta fece il pieno di spettatori e risate fino al 1992 quando la proprietà volle trasformare il locale in un cinema.
Il Gruppo teatrale Città di Perugia si è quindi spostato nel Piccolo Teatro San Martino dove tuttora è in attività.
Dopo la morte del Professore ha assunto il nome di "Gruppo Teatrale Città di Perugia Artemio Giovagnoni"
Artemio Giovagnoni ha scritto commedie musicali, sketck, commedie, atti unici e, negli anni Sessanta, i testi per la trasmissione radiofonica “Qua e là per l’Umbria” che veniva messa in onda ogni domenica dalla sede RAI di Perugia. Le avventure di Pompeo, Catterina e Bossolino hanno varcato i confini regionali e raggiunto, con indicibile successo, Roma, tutta l’Italia Centrale e perfino i gruppi di ascolto degli emigranti umbri in Francia ed in Svizzera.
I testi teatrali di Artemio Giovagnoni:
Commedie musicali e riviste: “Bongiorno Don Attilio”; “Adrasto impiegato al catasto”; “Sebastiano turista marziano”; “Due amori per Valeria”.
Commiedie drammatiche: “I fioretti di San Francesco”; “Era mio figlio”; “Un cesto di speranza”.
Commedie brillanti: “L’annataccia”; “Beniamino Ciofetta appaltatore”; “Separazione consensuale”; “Il maresciallo Picilocchi”; “Quel ragazzo del ‘99”; “La corriera per Montefiorito”; “Libretto al portatore”; “Eccellenza signorsì”; “La guardiola”; “Un conte, una valigia e un maggiordomo”; “‘No spicchio de sole”; “La piazzetta dei tintori”.
Atti unici: “Il cofanetto di ser Matteo”; “Lezione d’amore”; “Il contrattino”; “L’amico del gonfaloniere”; “Il fu Antero Baldracchinelli”; “Vendetta d’amore”; “Un party particolare”; “L’udienza è aperta”; “Guido Piumaccia detto il falco”; “La suocera terribile”.

## Onorificenze
Commendatore della Repubblica Italiana - 27 dicembre 1976
Socio benemerito Associazione Nazionale Carabinieri - 18 settembre 1984
Cavaliere dell'Ordine di San Gregorio Magno - 7 dicembre 1999
Iscrizione all'Albo d'oro della città di Perugia - 20 giugno 2002
Premio alla Carriera U.I.L.T. Umbria - Citerna 2006

## Principali mostre personali
- 1952 Galleria Betti, Perugia
- 1971 Galleria Cecchini, Perugia
- 1972 Sala S. Severo di Palazzo Comunale, Perugia
- 1972 Galleria “La Pigna”, Roma
- 1980 Galleria “Le Logge”,  Assisi
- 1988 agosto Corcianese, Palazzo Comunale, Corciano
- 1990 Rocca Paolina, Centro espositivo della Provincia, Perugia
- 1993 Sala del Grifo e del Leone, Palazzo dei Priori, Perugia
- 2005 Cerp - Rocca Paolina, Centro Espositivo della Provincia di Perugia
- 2008 Corciano Festival, Complesso monumentale di S.Antonio abate, Corciano
- 2016 Corciano Festival, "Maestri del Novecento. Cinquanta anni di presenze a Corciano", Palazzo Comunale, Sala dell’antico Mulino, Corciano

### Narrativa
- Stoj!, Volumnia Editrice, Perugia, 1986.
- Un rivoluzionario, un barbone e un cane, Guerra Edizioni, Perugia, 1991.
- Racconti Perugini, Guerra Edizioni, Perugia, 2000.
- Le truppe piemontesi a Perugia e il caso Santi, Guerra Edizioni, Perugia, 2002.

### Poesia
- 'L segno de la pace Guerra Edizioni, Perugia, 1988.

### Teatro
- Il teatro di Artemio Giovagnoni - Sei commedie in dialetto perugino, Editrice La Porziuncola, Santa Maria degli Angeli (Perugia), 1975.
- Il teatro di Artemio Giovagnoni - 12 commedie in lingua italiana e in vernacolo perugino, Guerra Edizioni, Perugia, 1994.
- Il teatro di Artemio Giovagnoni - Due commedie e sei atti unici, Guerra Edizioni, Perugia, 2003.
- Il teatro di Artemio Giovagnoni - Raccolta di dialoghi umoristici dal 1994 al 2005, Guerra Edizioni, Perugia, 2005.

### Cataloghi di mostre
- Umberto Ginocchietti (a cura di), Giovagnoni - XXIV Agosto Corcianese, Studio Fabbri, Perugia, 1988.
- Antonio Carlo Ponti (a cura di), Artemio Giovagnoni - Opere 1947-1990, Perugia, 1990.
- Antonio Carlo Ponti, Massimo Duranti (a cura di), Artemio Giovagnoni - Sculture Medaglie Disegni, Guerra Edizioni, 1993.
- Antonio Carlo Ponti (a cura di), Artemio Giovagnoni - Sculture, Guerra Edizioni, 2005.
- Antonio Carlo Ponti, Massimo Duranti (a cura di), Artemio Giovagnoni - Guerrieri, Fabrizio Fabbri Editore, 2008.
- Anton Carlo Ponti, Lavinia Castellani Albanese (a cura di), Sacro contemporaneo. Artisti umbri in Galleria, Perugia, Futura Edizioni, 2013.